# 矮頭短吻長尾鱈
矮頭短吻長尾鱈（学名：Sphagemacrurus pumiliceps），又名鱈魚，为輻鰭魚綱鱈形目鼠尾鱈科短吻長尾鱈屬下的一个种，為深海底棲性魚類，分布於西印度洋莫三比克外海、中西太平洋菲律賓海域，深度732-1880公尺，體長可達25公分。